# Кућа Енвера Мусабеговића
Кућа Енвера Мусабеговића је грађевина која је саграђена почетком 20. века. С обзиром да представља значајну историјску грађевину, проглашена је непокретним културним добром Републике Србије. Налази се у Пријепољу, под заштитом је Завода за заштиту споменика културе Краљево.

## Историја
Кућа Енвера Мусабеговића се налази у пријепољском насељу Чаир и саграђена је почетком 20. века као типична беговска кућа у пространом дворишту окружена воћњаком, склоњена од погледа пролазника. Кућа се налази на стрмој падини и има приземље и спрат са којег се пружа поглед на велики део града. Грађена је комбинацијом камена и бондручне конструкције, а кров на четири воде са дубоким стрехама је покривен ћерамидом. Изузетна раскош куће се огледа у њеном унутрашњем уређењу на коме се види јак утицај исламске архитектуре. Фасаде објекта су равне, окречене у бело, а на њима је велики број лучно заведених прозорских отвора. Карактеристична је диванхана постављена изнад декорисаног лучног улаза у приземни део објекта. Кућа представља начин живота становника Пријепоља на почетку 20. века. У централни регистар је уписана 18. марта 1986. под бројем СК 669, а у регистар Завода за заштиту споменика културе Краљево 23. јула 1985. под бројем СК 162.